# Алунишул (Бистрица-Насауд)
Алунишул (рум. Alunișul) насеље је у Румунији у округу Бистрица-Насауд у општини Загра. Oпштина се налази на надморској висини од 542 m.

## Становништво
Према подацима из 2002. године у насељу је живело 318 становника, од којих су сви румунске националности.